# Lucio Publilio Filón Vulsco
Lucio Publilio Filón Vulsco  fue un político y militar romano del siglo IV a. C. perteneciente a la gens Publilia.

## Familia
Filón fue miembro de los Publilios Filones, una antigua familia de la gens Publilia. Tito Livio dice que era de extracción patricia, aunque los Publilios eran plebeyos.

## Tribunado consular
Obtuvo el tribunado consular en el año 400 a. C., año que fue famoso por el frío, la nieve y la helada del Tíber.